# Орех Гиндса
Оре́х Ги́ндса (Juglans hindsii) — вид растений из рода Орех (род) (Орех Juglans) семейства Ореховые (Juglandaceae), произрастающий в США. Видовое название дано в честь ботаника Richard Brinsley Hinds (1812—1847), который обнаружил растение в 1837 году.

## Ботаническое описание
Дерево высотой до 15 метров (иногда до 25 м) с тёмно-серо-коричневатой растрескивающейся корой. Листья непарноперистые, с 15—19 ланцетовидными листочками. Цветки раздельнополые: тычиночные в серёжках, пестичные собраны в кисти по 7—8 штук. Плоды шаровидные, диаметром до 5 см, эндокарп (орех) диаметром до 3,5 см, с толстой скорлупой.

## Применение
Ядра орехов съедобны, используются так же, как и ядра грецкого ореха. Орех Гиндса введён в культуру с 1878 года, особенно популярен в Калифорнии, где широко используется в качестве декоративного растения в озеленении городов.
Широко известны очень быстро растущие гибриды этого вида «Paradox» (Juglans hindsii × Juglans regia) и «Royal» (Juglans hindsii × Juglans nigra), полученные Лютером Бёрбанком

#### Декоративное дерево
Данный орех Северной Калифорнии выращивается в специализированных местах расположенных в Калифорнии . Он используется в качестве декоративного дерева в декоративных садах и садах дикой природы , проектах естественного озеленения и климатически устойчивых, засухоустойчивых садах. Дерево также высаживают в рамках проектов восстановления среды обитания.
В настоящее время растение классифицируется как отдельный вид. Некоторые ботаники в издании " Руководства Джепсона " в 1993 году, классифицировали его как Juglans californica subsp, а подвид Калифорнийского черного ореха.